# تورنتو بلو جیز
تورنتو بلو جیز (انگلیسی: Toronto Blue Jays) یک تیم بیسبال حرفه ای کانادایی مستقر در تورنتو هستند. بلو جیز در لیگ برتر بیسبال آمریکا (MLB) به عنوان یک باشگاه عضو لیگ آمریکا (AL) بخش شرق رقابت می‌کند.